# 季溫
50°12′7″N 29°36′47″E / 50.20194°N 29.61306°E
季溫（烏克蘭語：Дивин）是烏克蘭北部的村莊，隸屬日托米爾州的日托米爾區。該村始建於1240年，面積25.43平方公里，海拔高度192米，2001年人口324。